# HMS Gloxinia (K22)
HMS Gloxinia (K22) je bila korveta razreda flower Kraljeve vojne mornarice, ki je bila operativna med drugo svetovno vojno.

## Zgodovina
Ladjo so 15. julija 1947 razrezali v Purfleetu.